# 穆罕默德·赛义德·阿卜杜拉
穆罕默德·赛义德·阿卜杜拉（1918年4月25日 - 1991年3月） 是一位坦桑尼亚斯瓦希里语小說家。他生於坦桑尼亞一個穆斯林家庭，長大後他曾任坦桑尼亚多家報紙的编辑。